# Герб Самбора
Герб Са́мбора — офіційний символ міста Самбір (місто обласного підпорядкування Львівської області та райцентр для Самбірського району Львівської області).
Герб затверджено 17 квітня 2003 року рішенням сесії міської ради, а рішенням від 20 листопада 2007 року внесено в нього зміни. Автор проекту — А. Гречило.

## З історії герба
Герб Самбора — один із найдавніших гербів Галичини, та й узагалі один із найдавніших міських гербів України. Він зберігав свій вигляд протягом століть практично без значних змін до 2007 року.

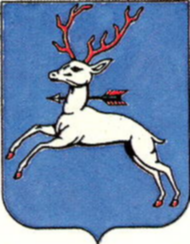
Старовинний герб міста

Найдавніша відома печатка Самбора на документі походить із 1533 р. На ній зображений у щиті олень із пробитою стрілою шиєю, а по колу йде частково затертий латиномовний напис «Печатка […] міста Самбора». Про оленя з пробитою стрілою шиєю згадує у своєму вірші Григорій Самбірчик (1561), а в «Книзі привілеїв міста Самбора» був датований 1562 роком малюнок міського герба, на якому також зображено оленя, що біжить зі стрілою в шиї.
Серед документів Центрального державного історичного архіву України у Львові виявлено низку печаток Самбора, зокрема з 1666 року. Зображення печатки аналогічне — олень біжить праворуч зі стрілою в шиї. Дещо більший розмір (36,5 мм) дав змогу граверу зобразити ще й натуралістичні деталі: деревце позаду оленя, кущики, траву. Срібна толока цієї печатки ще зберігалася у Самбірському магістраті до Другої світової війни. Подальша її доля не відома.
За середньовічною традицією, судовий орган (лава) використовував власну печатку, а за свій символ брав видозмінений міський герб чи його елемент. Найдавніший відбиток лавничої печатки Самбора виявлено на документах за 1585 р., але характер літер і зображення вказує на XV ст. Ця печатка містить зображення лише голови оленя, до того ж оберненої ліворуч. Але в XVII ст. самбірські лавники, виготовляючи нову печатку, наблизили її сюжет до зображення міського герба: верхня частина оленя з передніми ногами обернена вже праворуч, стріла стирчить у шиї.
У привілеї цісаря Йосифа II від 26 червня 1788 р. на підтвердження прав міста був зафіксований і давній герб. Його кольоровий малюнок подано на цісарському дипломі: олень біжить по зеленій траві у синьому полі, шия пробита стрілою з червоним оперенням. Щит увінчувала королівська корона, що вказувало на статус «вільного королівського міста». Таким міський герб був до 1939 р.
У XIX ст. з'явилися спроби пов'язати сюжет герба з легендою про полювання біля Самбора королеви Бони. Але вони мали виразний політичний підтекст, а сама легенда була витвором пізнішого часу. Зрештою, найдавніші міські печатки свідчать, що герб існував до королювання Бони.
У радянський період герб Самбора офіційно не затверджували, хоча широко застосовували на сувенірних виробах і поліграфічній продукції.
Після 1991 р. давній герб міста використовували без офіційного затвердження. У той же час почалися дискусії, що нібито стріла, яка вражає самбірського оленя, принижує самбірчан. Зрештою депутати Самбірської міської ради ухвалили рішення №20 від 17 квітня 2003 року, яке відновлює історичний вигляд герба і передбачає зображення стріли поруч із оленем. Однак у листопаді 2007 року стрілу взагалі видалили з гербу, чим фактично було відновлено вигляд міського герба радянських часів.